# Стави Вінницької області
Стави Вінницької області — стави, які розташовані на території Вінницької області (в адміністративних районах і басейнах річок).
На території Вінницької області налічується — 4849 ставків, загальною площею понад — 240,5 км², об'ємом — 248,0 млн м³.

## Загальна характеристика
Територія Вінницької області становить 26,5 тис. км² (4,4% площі України).
Гідрографічна мережа належить до басейнів трьох основних річок України — Південного Бугу, Дністра і Дніпра, на басейни яких припадає відповідно 62, 28 і 10 % території області.
Для річок області характерною є висока ступінь зарегульованості штучними водоймами — водосховищами і ставками (ставами).
Насиченість ставками на Вінниччині — одна з найвищих в Україні.
Найбільша кількість ставків — у межах Вінницького (442 шт.), Козятинського (427 шт.) та Немирівського (389 шт.) районів.
Близько 18% ставків області використовуються на умовах оренди.

## Наявність ставків у межах адміністративно-територіальних районів та міст обласного підпорядкування Вінницької області[1]
| Район, місто           | Кількість ставків, шт. | Площа ставків, га | Об'єм ставків, млн м³ | В оренді, шт. | В оренді, га |
| ---------------------- | ---------------------- | ----------------- | --------------------- | ------------- | ------------ |
| Барський               | 188                    | 1201              | 11,6                  | 45            | 249          |
| Бершадський            | 123                    | 1527              | 15,5                  | 57            | 804          |
| Вінницький             | 442                    | 1360              | 13,9                  | 96            | 577          |
| Гайсинський            | 272                    | 1012              | 10,3                  | 31            | 301          |
| Жмеринський            | 131                    | 911               | 10,5                  | 33            | 483          |
| Іллінецький            | 205                    | 1085              | 11,3                  | 28            | 211          |
| Калинівський           | 175                    | 1107              | 11,5                  | 33            | 278          |
| Козятинський           | 427                    | 1898              | 19,4                  | 26            | 294          |
| Крижопільський         | 74                     | 302               | 3,4                   | 8             | 104          |
| Липовецький            | 182                    | 1082              | 12,8                  | 30            | 273          |
| Літинський             | 238                    | 1088              | 11,6                  | 68            | 523          |
| Могилів-Подільський    | 107                    | 186               | 1,7                   | 17            | 71           |
| Муровано-куриловецький | 129                    | 207               | 2,0                   | 9             | 51           |
| Немирівський           | 389                    | 1069              | 10,8                  | 81            | 392          |
| Оратівський            | 143                    | 958               | 11                    | 42            | 647          |
| Піщанський             | 44                     | 117               | 1,4                   | 6             | 42           |
| Погребищенський        | 240                    | 1755              | 18,4                  | 47            | 630          |
| Теплицький             | 152                    | 925               | 9,4                   | 36            | 292          |
| Тиврівський            | 145                    | 740               | 7,0                   | 44            | 285          |
| Томашпільський         | 65                     | 216               | 2,0                   | -*            | -            |
| Тростянецький          | 71                     | 897               | 9,0                   | 28            | 352          |
| Тульчинський           | 214                    | 1437              | 14                    | 37            | 358          |
| Хмільницький           | 272                    | 1098              | 11,1                  | 20            | 105          |
| Чернівецький           | 80                     | 127               | 1,3                   | 5             | 14           |
| Чечельницький          | 56                     | 717               | 6,8                   | 17            | 310          |
| Шаргородський          | 133                    | 616               | 6,2                   | 19            | 73           |
| Ямпільський            | 103                    | 194               | 1,9                   | 8             | 78           |
| м. Вінниця             | 19                     | 89                | 0,9                   | —             | -            |
| м. Жмеринка            | 4                      | 5                 | 0,1                   | —             | -            |
| м. Козятин             | 11                     | 16                | 0,2                   | —             | -            |
| м. Ладижин             | 10                     | 93                | 0,8                   | —             | -            |
| м. Могилів-Подільський | 1                      | 1                 | 0,01                  | —             | -            |
| м. Хмільник            | 4                      | 15                | 0,2                   | —             | -            |
| Разом                  | 4849                   | 24051             | 248                   | 871           | 7797         |

Примітка: -* — в оренді немає.

## Наявність ставків у межах основнихрайонів річкових басейнівна території Вінницької області[1]
| Район річкового басейну | Кількість ставів, шт. | Площа ставів, га | Об'єм ставів, млн м³ | В оренді, шт. | В оренді, га |
| ----------------------- | --------------------- | ---------------- | -------------------- | ------------- | ------------ |
| Дніпра, у тому числі    | 613                   | 3790             | 39,4                 | 91            | 1380         |
| р. Рось                 | 390                   | 2758             | 28,7                 | 85            | 1260         |
| Дністра                 | 835                   | 2647             | 26,                  | 87            | 710          |
| Південного Бугу         | 3401                  | 17614            | 182                  | 693           | 5707         |
| Разом                   | 4849                  | 24051            | 248                  | 871           | 7797         |

У межах району річкового басейну Південного Бугу розташовано 70% ставків області, 17% — у межах району річкового басейну Дністра та 13% — у межах району річкового басейну Дніпра.